# Plagiostenopterina mediontata
Plagiostenopterina mediontata är en tvåvingeart som beskrevs av de Meijere 1924. Plagiostenopterina mediontata ingår i släktet Plagiostenopterina och familjen bredmunsflugor. Inga underarter finns listade i Catalogue of Life.